# Stenetrium truncatum
Stenetrium truncatum là một loài chân đều trong họ Stenetriidae. Loài này được Nicholls miêu tả khoa học năm 1929.